# Biblioteca Bodleiana
La Biblioteca Bodleiana (in inglese Bodleian Library) dell'Università di Oxford è una delle più antiche biblioteche pubbliche del mondo moderno - dopo la Malatestiana di Cesena, aperta al pubblico nel 1454, la Vaticana di Roma, aperta al pubblico nel 1475 e quella dei Girolamini di Napoli, aperta al pubblico nel 1586; la sua fondazione risale al 1602 (sette anni prima della Biblioteca Ambrosiana). In Inghilterra, la Bodleiana è seconda per dimensioni solo alla British Library. Presso gli studiosi è nota semplicemente come "Bod" (in inglese "Bodley" o, abbreviata "the Bod"). La Bodleian Library è una cosiddetta copyright library: significa che conserva almeno una copia di qualsiasi pubblicazione stampata in Inghilterra svolgendo la funzione che in Italia viene denominata deposito legale.

## Storia
Se la biblioteca, nella sua forma attuale, risale al 1602, già dal XIV secolo si conosce l'esistenza a Oxford di una biblioteca fondata da Thomas Cobham, vescovo di Worcester, ampliata poi negli anni tra il 1435 e il 1437 da donazioni di manoscritti ad opera di Umfredo Plantageneto, duca di Gloucester (fratello di Enrico V d'Inghilterra), e un nuovo edificio la ospitò nel 1489 (l'edificio esiste tuttora ed è noto come Duke Humfrey's Library).
Nel XVI secolo, però, la biblioteca cominciò a decadere e il patrimonio librario si disperse. Fu solo nel 1598 che Sir Thomas Bodley prese l'iniziativa di rifondare a proprie spese la biblioteca universitaria, la cui inaugurazione avvenne l'8 novembre 1602.
L'immensa universalità di libri della biblioteca venne donata dal conte di Essex a Tommaso Bodley. Il patrimonio di libri così donato, apparteneva al vescovo di Faro, Girolamo Osorio, depredato di tale valore dallo stesso conte di Essex al suo rientro dopo la sconfitta della Grande Armada.

## Tesori della biblioteca

### Collezioni di manoscritti
- L'Ashmole Manuscripts (che include l'Ashmole Bestiary), collezionati da Elias Ashmole;
- La Carte Manuscripts, collezionati da Thomas Carte (1686–1754);
- I Douce Manuscripts, donati alla biblioteca da Francis Douce nel 1834;
- I Laud Manuscripts, donati alla biblioteca dall'arcivescovo William Laud tra il 1635 e il 1640;
- Le lettere del poeta Percy Bysshe Shelley.

### Manoscritti singoli
- Il Codex Bodley;
- Il Codex Ebnerianus;
- Il Codex Laudianus;
- Il Codex Laud;
- Il Codex Mendoza;
- Il Codex Tischendorfianus III;
- Il Codex Tischendorfianus IV;
- L'Huntington MS 17, il più antico manoscritto con il testo completo dei Quattro Vangeli in bohairico;
- La Magna Carta (quattro copie);
- La Chanson de Roland;
- Il Vernon Manuscript (Oxford, Bodleian Library, MS Eng. poet.a.1), il più lungo e importante manoscritto esistente scritto in Middle English.[1][2]

### Libri a stampa singoli
- Una Bibbia di Gutenberg, del 1455 circa, una delle sole 21 copie complete esistenti;
- Un First Folio di Shakespeare, del 1623;
- Bay Psalm Book, del 1640. Una delle 11 copie note esistenti del primo libro pubblicato in Nord America e l'unica copia conservata al di fuori degli Stati Uniti.

## Disponibilità di contenuti digitalizzati
Nel 2009 la biblioteca Bodleiana ha raggiunto un accordo con Google per la digitalizzazione di un grande numero di opere.